# Maly Delschaft
Maly Delschaft, née le 4 décembre 1898 à Hambourg et morte le 20 août 1995 à Berlin, est une actrice allemande active au théâtre et au cinéma.

## Biographie
Maly Delschaft commence sa carrière au théâtre, puis joue dans des films muets. Ses principaux rôles au cinéma datent de l'époque de la République de Weimar et de l'ère nazie. Après la Seconde Guerre mondiale, elle travaille en Allemagne de l'Est aux studios de la DEFA.

## Filmographie partielle
- 1921 : Danton de Dimitri Buchowetzki
- 1924 : Le Dernier des hommes de Friedrich Wilhelm Murnau : la nièce du portier
- 1925 : Variétés d'Ewald André Dupont
- 1925 : Un homme sur une comète (Der Mann auf dem Kometen) d'Alfred Halm
- 1926 : La Girl aux mains fines de Jean Rosen
- 1926 : Le Dernier Fiacre de Berlin (Die letzte Droschke von Berlin) de Carl Boese : Margot
- 1926 : L'Auberge du Cheval Blanc (Im weißen Rößl) de Richard Oswald
- 1926 : Die Abenteuer eines Zehnmarkscheines de Berthold Viertel
- 1926 : Kreuzzug des Weibes de Martin Berger
- 1927 : Unter Ausschluß der Öffentlichkeit de Conrad Wiene : Eva
- 1927 : Petronella (Petronella - Das Geheimnis der Berge)
- 1927 : Die Lindenwirtin am Rhein de Rolf Randolf
- 1928 : Le Destin des Habsbourg (Das Schicksal derer von Habsburg) de Rolf Raffé : la princesse héritière Stéphanie
- 1928 : Herr Meister und Frau Meisterin d'Alfred Theodor Mann
- 1929 : Das Recht der Ungeborenen (en) d'Adolf Trotz
- 1929 : Andreas Hofer (en) de Hans Prechtl
- 1931 : Keine Feier ohne Meyer (en) de Carl Boese
- 1934 : Nur nicht weich werden, Susanne! d'Arzén von Cserépy : la diva du film
- 1934 : Guillaume Tell (en) de Heinz Paul
- 1939 : Le Paradis des célibataires (Paradies der Junggesellen) de Kurt Hoffmann
- 1943 : Die Goldene Spinne (de) d'Erich Engel
- 1948 : L'Affaire Blum (Affaire Blum) d'Erich Engel
- 1950 : Familie Benthin de Slátan Dudow, Richard Groschopp et Kurt Maetzig
- 1950 : Der Kahn der fröhlichen Leute (en) de Hans Heinrich
- 1953 : Anna Susanna (en) de Richard Nicolas
- 1955 : Rendez-moi justice (Alibi) d'Alfred Weidenmann
- 1955 : Un vilain petit canard (Ich war ein häßliches Mädchen) de Wolfgang Liebeneiner
- 1956 : Thomas Münzer (en) de Martin Hellberg
- 1958 : Emilia Galotti (en) de Martin Hellberg
- 1960 : Kein Ärger mit Cleopatra (en) de Helmut Schneider